# Dipartimento di General Belgrano (Chaco)
General Belgrano è un dipartimento argentino, situato nella parte centrale della provincia del Chaco, con capoluogo Corzuela.

## Geografia fisica
Esso confina con i dipartimenti di Almirante Brown, Independencia, O'Higgins e Nueve de Julio.

## Società

### Evoluzione demografica
Secondo il censimento del 2001, su un territorio di 1.218 km², la popolazione ammontava a 10.470 abitanti, con un aumento demografico del 4,39% rispetto al censimento del 1991.

## Amministrazione
Nel 2001 il dipartimento comprendeva il solo comune (municipio in spagnolo) di Corzuela.